# Gianfranco Leoncini
Gianfranco Leoncini (* 25. September 1939 in Rom; † 5. April 2019 in Chivasso) war ein italienischer Fußballspieler.

## Karriere

### Im Verein
Der Mittelfeldspieler Gianfranco Leoncini verbrachte den größten Teil seiner aktiven Laufbahn bei Juventus Turin, wo er von 1958 bis 1970 spielte. Mit Juve gewann er drei italienische Meisterschaften sowie zweimal die Coppa Italia, 1964/65 scheiterte er mit der Alten Dame im Finale des Messepokals mit 0:1 an Ferencváros Budapest. Insgesamt absolvierte Leoncini für den italienischen Rekordmeister 379 Partien, in denen ihm 25 Torerfolge gelangen.
Im Sommer 1970 wechselte Gianfranco Leoncini zu Atalanta Bergamo. Mit dem lombardischen Klub gelang ihm auf Anhieb der Aufstieg in die Serie A. Nach einem Intermezzo bei Mantova in der Spielzeit 1972/73 beendete Leoncini am Ende der Saison 1973/74 seine Profikarriere bei Atalanta, die mittlerweile wieder in der Serie B spielten.

### In der Nationalmannschaft
Für die italienische Fußballnationalmannschaft absolvierte Gianfranco Leoncini zwei Partien. Sein Debüt gab er am 22. Juni 1966 beim 3:0 gegen Argentinien. Kurz darauf gehörte er auch zu Edmondo Fabbris Aufgebot für die Weltmeisterschaft 1966 in England und absolvierte das Gruppenspiel gegen die Sowjetunion. Nach dem WM-Aus der Italiener in der Vorrunde wurde Leoncini nie wieder in den Kader der Azzurri berufen.

## Erfolge
- Italienische Meisterschaft: 1959/60, 1960/61, 1966/67
- Coppa Italia: 1959/60, 1964/65
- Alpenpokal: 1963